# セント・ビンセント＝セント・メアリー高等学校
セント・ビンセント＝セント・メアリー高等学校（St. Vincent–St. Mary High School）は、アメリカオハイオ州アクロンにある男女共学のカトリック高校である。2017年-18年度の時点で638人の生徒が在籍している。

## 著名な出身人物
- レブロン・ジェームズ - NBA選手
- パリス・キャンベル - アメフト選手
- ジェイレン・ハドソン - NBAGリーグ選手
- ドリュー・ジョイス - バスケットボールコーチ
- ジャカール・サンプソン - NBA選手
- アレクシス・ヘンドリー - ソフトボール選手